# Neira Ortiz
Neira Ortiz Ruiz (ur. 6 lipca 1993 w San Juan) – portorykańska siatkarka, grająca na pozycji środkowej, reprezentantka kraju. 

## Sukcesy klubowe
Liga portorykańska:
- 2016

Puchar Węgier:
- 2021

Liga węgierska:
- 2021

Liga rumuńska:
- 2022[8]

## Sukcesy reprezentacyjne
Puchar Panamerykański:
- 2014

Mistrzostwa Ameryki Północnej, Środkowej i Karaibów:
- 2021

Puchar Panamerykański:
- 2023[9]

## Nagrody indywidualne
- 2008: Najlepsza blokująca Mistrzostw Ameryki Północnej, Środkowej i Karaibów Kadetek
- 2019: Najlepsza środkowa Mistrzostw Ameryki Północnej, Środkowej i Karaibów[10]
- 2023: Najlepsza środkowa Mistrzostw Ameryki Północnej, Środkowej i Karaibów
- 2023: Najlepsza środkowa Igrzysk Panamerykańskich[11]